# Oumar Sow
Oumar Sow, est un chef d’entreprise et collectionneur d’art ivoiro-sénégalais, né le 14 août 1963 à Abidjan (Côte d’Ivoire). Il préside le groupe Compagnie Sahélienne d’Entreprise (CSE), une entreprise sénégalaise de BTP spécialisée dans la construction d'infrastructures routières, les ouvrages d'art, les bâtiments publics, l'hydraulique et l'assainissement.

## Biographie

### Enfance et formation
Né à Abidjan, Oumar Sow est le fils ainé d’Aliou Ardo Sow fondateur de la CSE et de Kadidiatou Diawara sœur de Mohamed Tiecoura Diawara, ancien ministre du Plan sous le régime du Président Felix Houphouët-Boigny.
En 1980, il obtient son baccalauréat au Lycée Cours Sainte-Marie de Hann au Sénégal et poursuit ses études à l’étranger. Il débute son cursus universitaire en France en classe de prépa à l'HEC Paris, puis en Amérique à l’Université de Californie (UCLA) à Los Angeles. Il décroche un MBA en finance à la Pace University après un passage à la New York University.

### Vie de famille
Oumar Sow est l'ainé d'une fratrie de 6 garçons dont Yerim Sow, le fondateur et PDG du groupe Teyliom. Ses frères cadets Ardo Sow et Mohamed Sow occupent respectivement le poste de directeur général de la CSE et directeur général de la SIDH. Il est père de quatre enfants: Naomi, Khadija, Mounir et Aliou Warren.

### Parcours professionnel
Le 28 septembre 1987, Oumar Sow rejoint l’entreprise familiale CSE pour occuper dans un premier temps le poste de responsable administratif en Sierra Léone. En 1994, il est promu au poste de directeur pays en Guinée Conakry. A partir de l'an 2000, il devient Directeur général adjoint de la CSE au Sénégal. Le 3 janvier 2016, il occupe officiellement le poste de Président du directoire de la CSE, soit un an avant la mort de son père Aliou Ardo Sow, survenu le 22 août 2017.
En tant que nouveau PDG, il procède à une restructuration majeure de l'entreprise en la divisant en quatre entités spécialisées: CSE pour les routes, CSE Immobilier pour le bâtiment, CSE Granulats pour le concassage, et CSE Énergie. A la fin de cette année, l'entreprise réalise un chiffre d'affaires de 100 milliards de francs CFA. Dans le cadre de la transformation de la CSE en holding avec les entités déjà existantes (SIG - SOSETER - SISMAR - SDIH), il crée de nouvelles filiales.
En 2016, en collaboration avec son frère Yerim Sow, PDG du Groupe Teyliom, il crée la société Polytek, une entreprise spécialisée dans la fabrication de tube PVC, avec une production par année de 11 000 tonnes de produits de canalisations thermoplastiques durables.
En février 2018, il crée la CSE Granulat, une entreprise spécialisée dans le concassage et le transport de chantier. La même année, il procède au rebranding de la filiale immobilière de l’entreprise qui fait passer la Société immobilière du golf (SIG) à la CSE Immo. En 2019, Oumar Sow prend l'initiative de réduire la présence sous régionale de la CSE et concentre ses zones d'activités au Mali, Sierra Leone, Liberia, Burkina Faso. En octobre 2020, il crée deux filiales spécialisées dans le secteur de l'énergie: ECSEN, une société dédiée à la fourniture de biens et de services logistiques dans le secteur pétrolier et gazier et CSE énergie, qui s’associe à deux entreprises sénégalaises pour créer Ndar Energy SA, développeur d'un projet de centrale électrique à cycle combiné gaz pour une puissance nominale de 250 MW, alimentée par GTA (Grand Tortue Ahmeyim).

## Mécénat artistique
Passionné d’art contemporain, Oumar Sow est un collectionneur d’art depuis 25 ans, avec plus de 400 œuvres exposées dans ses différentes résidences.
En 2018, inspiré par la maison d’artiste Le Jardin rouge au Maroc, Oumar Sow en collaboration avec le sculpteur ivoirien Jems Robert Koko Bi, crée le Téké Beach, une résidence d’artistes de 7 hectares à Pointe-Saréne. Oumar Sow étant un grand passionnée de chevaux, fait appel en 2019, aux artistes graffeur Docta et Doxandem pour la réalisation d'une fresque murale de 500 mètres avec des graffs à l’effigie du Akhal-Teké, une race de cheval originaire d'Asie centrale. En 2024, la résidence le Téké Beach sert de lieu de tournage à la série "Salma, entre feu et passion", écrite par Nana Bah et réalisée par Djeydi Djigo.
En novembre 2020, en collaboration avec le designer sénégalais Bibi Seck, il crée le studio Quatorzerohuit, une galerie d’art consacrée au design et à l’art contemporain. Le studio Quatorzerohuit, nom donné en référence aux jour et mois de naissance des deux collaborateurs, expose des tableaux d'artistes africains tels que les sculptures de l'artiste sénégalais Ousmane Sow, les meubles en plastique recyclé de l’artiste Bibi Seck, les œuvres de l'artiste togolais Sadikou Oukpedjo. En Janvier 2023, la mannequin et artiste peintre Mounia Orosemane y expose ses œuvres "Retour à l’autre".
En 2025, Oumar Sow devient le deuxième sénégalais à obtenir sa casaque auprès de l'organisme France Galop pour son cheval de course Noelle Dorée monté par le jockey Hugo Journiac.